# Piiri (Muhu)
Piiri – wieś w Estonii, w prowincji Sarema, w gminie Muhu.